# Caníbal (pel·lícula)
Caníbal és una pel·lícula de coproducció internacional estrenada el 2013 estrenada el 2013 i dirigida per Manuel Martín Cuenca.
Es va presentar en la 61a edició del Festival Internacional de Cinema de Sant Sebastià

## Sinopsi
Carlos (Antonio de la Torre) porta una doble vida: d'una banda és un sastre prestigiós i respectable; per un altre un ésser malvat que menja carn humana, concretament s'alimenta de dones desconegudes. Però tot això canvia el dia que coneix a Nina (Olimpia Melinte) una jove romanesa que està buscant a la seva germana bessona.

## Repartiment
- Antonio de la Torre com Carlos.
- Olimpia Melinte com Nina i Alexandra.
- María Alfonsa Rosso com Aurora.
- Javivi com a Modest Alfériz.

## Palmarès cinematogràfic
Festival Internacional de Cinema de Sant Sebastià
| Categoria         | Persona          | Resultat  |
| ----------------- | ---------------- | --------- |
| Millor fotografia | Pau Esteve Birba | Guanyador |

Medalles del Cercle d'Escriptors Cinematogràfics
| Categoria               | Persona                                  | Resultat   |
| ----------------------- | ---------------------------------------- | ---------- |
| Millor pel·lícula       | Millor pel·lícula                        | Nominada   |
| Millor director         | Manuel Martín Cuenca                     | Guanyador  |
| Millor actor            | Antonio de la Torre                      | Guanyador  |
| Millor actriu revelació | Olimpia Melinte                          | Nominada   |
| Millor guió adaptat     | Alejandro Hernández Manuel Martín Cuenca | Guanyadors |
| Millor fotografia       | Pau Esteve Birba                         | Guanyador  |

I Premis Feroz
| Categoria                   | Persona              | Resultat  |
| --------------------------- | -------------------- | --------- |
| Millor pel·lícula dramàtica |                      | Nominada  |
| Millor direcció             | Manuel Martín Cuenca | Nominat   |
| Millor actor protagonista   | Antonio de la Torre  | Guanyador |
| Millor tràiler              |                      | Nominada  |
| Millor cartell              |                      | Nominada  |

XXVIII Premis Goya
| Categoria                 | Persona                                          | Resultat  |
| ------------------------- | ------------------------------------------------ | --------- |
| Millor pel·lícula         | Millor pel·lícula                                | Nominada  |
| Més ben director          | Manuel Martín Cuenca                             | Nominat   |
| Millor actor protagonista | Antonio de la Torre                              | Nominat   |
| Millor actriu revelació   | Olimpia Melinte                                  | Nominada  |
| Millor guió adaptat       | Alejandro Hernández Manuel Martín Cuenca         | Nominats  |
| Millor fotografia         | Pau Esteve Birba                                 | Guanyador |
| Millor direcció artística | Isabel Viñuales                                  | Nominada  |
| Millor so                 | Eva Valiño Nacho Royo-Villanova Pelayo Gutiérrez | Nominats  |

Premis Platino
| Any  | Categoria                      | Candidat            | Resultat |
| ---- | ------------------------------ | ------------------- | -------- |
| 2014 | Millor Interpretació Masculina | Antonio de la Torre | Nominat  |